# Хокси Терапија
Хокси терапија (енг. Hoxsey Therapy) или Хокси метода je алтернативна медицинска терапија која се промовише као лек за рак. Третман се састоји од токсичне биљне креме за спољни рак или специјалних биљних мешавина за унутрашњи, комбинованих са лаксативима, испирањима, додацима витамина и променама у исхрани.
Истраживања од стране главних медицинских тела укључујући Америчку Управу за Храну и Лекове (ФДА), Национални институт за рак,  Америчко друштво за борбу против рака, Центар за рак М. Д. Андерсон  и Центар за рак Memorial Sloan-Kettering, нису пронашли доказе да је Хоксијева терапија ефикасан третман за канцер. Продаја или рекламирање Хоксијеве методе забрањени су у Сједињеним Америчким Државама од стране ФДА 21. септембра 1960. као "бескористан и оспорен" лек и облик надрилекарства. 
Тренутно, Хоксијева метода се примарно промовише преко Био-медицинског центра у Тихуани. Хокси терапија се такође промовише и преко интернета; у јуну 2008, координатор за националне преваре у здравству ФДА је приметио: "Нема научних доказа да има било какву вредност у лечењу канцера, ипак потрошачи сада могу на интернету пронаћи свакакве лажне тврдње да је Хоксијев третман ефикасан против болести." 

## Историја
Хоксијева терапија је први пут промовисана као наводни лек за канцер 1920-их година од стране Харија Хоксија, бившег рудара и продавца  осигурања и Нормана Бејкера, радио личности. Хокси је терапију заснивао на причи свог прадеде који је приметио да се коњ са тумором на нози самоизлечио пашући дивље биљке које су расле на ливади. Џон Хокси, отац Харија Хоксија, је сакупио ове биљке и помешао их са старим народним лековима коришћеним за исцељење канцера.  Његов отац је такође био тај који га је научио прецизном рецепту лека, тако што га је наводно терао да испише састојке мешавине 250 пута, све док га није запамтио. Његов отац је 1919. године умро од рака, упркос њиховом природном леку.  Међу тврдњама изнетим у његовој књизи, он такође тврди и да се његова терапија бави враћањем "физиолошке нормалности" у поремећеном метаболизму тела, са нагласком на пурганцији, што би помогло да се однесу отпадне материје из тумора које су његове биљне мешавине требале да наведу на изумирање. 

### Биографија
Према историчару медицине Џејмсу Харвију Јангу Хокси је рођен 1901. године и одрастао је у руралном селу у Илиноису, као једно од дванаесторо деце самоуког ветеринара без дозволе. Након што му је отац умро 1919. године, Хокси је напустио осми разред и отишао да ради као рудар, а касније и продавац осигурања, пре него што је открио далеко уноснију каријеру.

### Историја Хоксијевих Клиника
Хокси је првобитно отворио клинику у Тејлорвилу, једну од 17 клиника које је на крају отворио, како би нудио услуге свог третмана. У многим државама суочио се са правним проблемима због тестирања лекова без лиценце, Хокси је често затварао своје клинике и поново их отварао на новим локацијама. Године 1930, Хокси је, заједно са контроверзним радијским водитељем Норманом Г. Бејкером, отворио Бејкеров институт у Мускетину. Бејкер и Хокси су имали бројне несугласице и услед тога уследиле су бројне тужбе, док је Хоксију поново било забрањено да обавља своје третмане без лиценце.
Године 1936, Хокси је отворио клинику у Даласу, која је постала један од највећих приватних центара за лечење рака на свету. У једном тренутку током 1950-их година бруто годишњи приход Хоксија је достигао 1,5 милиона долара, што је постигао лечењем 8.000 пацијената.  Хокси је објавио неколико књига у којима рекламира своје методе и клинике, укључујући Не морате умрети: Невероватна прича о Хоксијевом лечењу рака (1956), и добио је подршку од Џералда Винрода и Х. Л. Ханта. 
Национални институт за рак (НЦИ) Сједињених Америчких Држава и Управа за храну и лекове (ФДА), као и Америчко медицинско удружење (АМА), започели су низ напора да ограниче операције Хоксијевих клиника, сматрајући да врши дистрибуцију лажних лекова и изводи преваре над пацијентима оболелим од рака. Директор НЦИ-ја Џон Хелер је 1953. године изјавио:
"Наши напори у контроли рака усмерени су ка смањењу интервала између појаве и дијагнозе рака, и између дијагнозе и примене ефикасног третмана. Људи који постану жртве надрилекара скрећу са уског пута за најбољи клинички третман рака. 
Америчко медицинско удружење осудило је Хоксијеве „токсичне пасте“ као превару. Године 1949, Хокси је оптужио часопис Америчког медицинског удружења (ЈАМА) и његове уреднике за клевету. Хокси је добио случај, али му је додељено само 2 долара; судија је закључио да је, будући да је промоција Хоксијевог третмана углавном зависила од тврдњи да га АМА прогони, он претрпео малу или никакву штету од чланака у ЈАМА-и.  Преглед 400 пацијената које је Хокси лечио није показао никакве знаке излечења његовим надрилекарским методама. 
Године 1950, Хокси је је поднео потпуну историју случајева 77 пацијената Националном институту за рак (НЦИ), тврдећи да су "потпуно документоване клиничким записима и патолошким извештајима" и да ће показати ефикасност његовог третмана. Међутим, НЦИ је утврдио да од ових 77 извештаја, само 6 укључује стварне биопсије ткива. Од 2 биопсије пацијената које је Хокси описао као пацијенти са "унутрашњим канцером", ниједна није показала доказе стварне злоћудности. НЦИ је закључио да Хоксијеви записи не садрже довољно информација да би се оценио његов третман. Хокси је тврдио да је одговорност НЦИ-ја да потражи информације потребне за верификацију његових случајева, и приписао неуспех у томе завери НЦИ-ја и АМА-е. 
Године 1956, ФДА је послала истраживача у Хоксијеву клинику који се представио као пацијент. Истраживачу је на Хоксијевој клиници речено да има рак (што није био случај) и да ће му бити потребно "дуго времена" да се излечи.  Влада САД-а је забранила продају Хоксијевог биљног третмана 1960. године.  Tакође је био приморан да затвори све своје клинике у САД-у. Године 1963, Милдред Нелсон, медицинска сестра која је тесно сарађивала са Хоксијем, основала је Био-медицинску клинику у Тихуани, уз Хоксијево одобрење. Хокси је изабрао ову локацију 1963. године, када је његова последња клиника у САД-у затворена.  Непосредно пре смрти Милдред Нелсон 1999. године, клинику је преузела њена сестра, Лиз Џонас. 
Године 1967, Хокси је оболео од рака простате, а његова сопствена терапија није успела да га излечи. Пошто није реаговао на своју терапију, Хокси је подвргнут хируршком захвату и стандардном медицинском третману.  Преминуо је седам година касније, 1974. године.

## Лечење
Хоксијеви биљни третмани укључују топикалну пасту од антимона, цинка и црвеног корена (bloodroot), винобојке, арсена, сумпора и талка за спољне третмане, и течни тоник од слатког корена, црвенe детелине, корена чичка, корена стилингије, жутог шипка, каскара и калијум јодида за унутрашњу употребу. 
Поред биљака, Хоксијева терапија сада укључује и антисептичка испирања и прања, таблета за затвор и додатака исхрани. Пацијентима се прописује и мешавина хидрохлорида прокаина и витамина, заједно са јетром и кактусом. Током третмана, пацијенти се моле да избегавају конзумацију парадајза, сирћета, свињског меса, алкохола, соли, шећера и производа од белог брашна. 
Трошак почетне евалуације и лечења Хоксијевом терапијом у Био-медицинском центру у Тихуани, пријављен је као износ између 3.900 и 5.100 долара 2005. године, иако овај износ не укључује препоручену куповину недефинисане количине додатака исхрани и 3 године контрола у клиници. 

## Нежељени ефекти и интеракције са другим лековима
- Хоксијева паста је изузетно токсична и може изазвати опекотине или ожиљке на кожи.
- Орални третман може изазвати:

- мучнину
- повраћање
- дијареју
- анксиозност
- дрхтање
- абдоминалне грчеве
- срчани удар

- Винобојка узрокује смрт код деце.
- Црвена детелина може повећати ризик од крварења код особа које узимају антикоагулансе. Такође имитира понашање хормона естрогена, па стога није погодна за жене са естроген-рецептивним туморима дојке.[20]

### Интеракције са другим лековима
Могуће су непожељне реакције биљних препарата Хоксијевог лека и других лекова, а неке од њих могу бити и изразито опасне. На пример, калијум јодид може изазвати проблеме код особа које узимају литијум или лекове за разређивање крви (антикоагулансе); такође особе које су алергичне на било који од састојака могу имати озбиљне рекације на састојке унутрашње или спољашње формуле Хоксијевог лека. Неки од симптома алергијских реакција могу бити: осип, отицање уста или грла, и отежано дисање. Труднице и жене које доје не би требало да користе овај вид лечења ни у којем облику.

## Eфективност
Биомедицински центар у Тихуани, тврди да третман има успех од 50–85% у својем промотивном материјалу, мада ове цифре нису независно оцењене и параметри "успеха третмана" су неодређени.  Милдред Нелсон, бивша директорка Биомедицинског центра, тврди успех од 80% и приписује неуспехе третмана "лошем ставу" пацијента. Америчко друштво за борбу против рака и Национални институт за рак не препоручују употребу Хоксијевог третмана, јер нису пронашли никакве објективне доказе који би показали да третман пружа конкретне користи особама са раком.  Прегледи Меморијалног центра за рак „Memorial Sloan-Kettering“ и Центра за рак М. Д. Андерсон нису пронашли доказе да је Хоксијев третман ефикасан као третман за рак. Контролисани експеримент на лабораторијским мишевима није пронашао разлику у расту тумора између нелечених мишева и оних који су добили Хоксијев серум.
Нема рецензираних медицинских или научних истраживања која би омогућила било какве закључке о ефикасности Хоксијевог третмана.  ФДА преглед 400 људи који тврде да су излечени Хоксијевом методом показао је да многи од пацијената никада заправо нису имали рак или су већ били успешно лечени другде пре него што су добили Хоксијев третман. Они који су имали рак у време када су користили Хоксијев третман су или преминули или наставили живот са раком. Није било случајева стварног излечења међу онима који су били промовисани као такви од стране Хоксијевих клиника. 

Године 1957. група са Универзитета Британске Колумбије посетила је Хоксијеву мексичку клинику и добила податке о седамдесет и једном пацијенту из Канаде који су лечени код Хоксија. Панел са Универзитета је утврдио да:
За више од половине пацијената који су имали рак из Британске Колумбије, резултат третмана био је или смрт или прогресија болести. Код скоро једне четвртине није било доказа да пацијент икада имао канцер. Скоро један од десет пацијената излечен је пре одласка у Хоксијеву клинику. У само једном случају, код спољног канцера, постојали су некекви докази да је Хоксијев третман имао ефекат на болест; у том случају, бољи резултати могли су бити постигнути конвенционалним средствима. Starchild је затим примио радиотерапију од Арнолда Смита из Мисисипија, и у септембру 2007. године чинило се да је његов канцер у ремисији. Панел је изјавио да је у једном случају демонстративног излечења, код пацијента са канцером коже уха, Хоксијев третман резултирао деформитетом који би могао бити избегнут стандардном хируршком ексцизијом. Године 1998. Канцеларија за технолошку процену објавила је извештај о биљним третманима за рак. Ова група је открила да иако многи елементи Хоксијевог третмана имају антитуморску активност in vitro, финални Хоксијев серум никада није био тестиран на животињским моделима или у клиничким испитивањима на људима.

## Значајни случајеви
Третман је добио широку медијску славу 2006. године због судске борбе између породице Черикс и Социјалних служби Државе Вирџиније. Млади Старчајлд Абрахам Черикс је затражио да прође кроз Хоксијеву терапију како би лечио симптом Хоџкинове болести. Пошто је у то време имао 16 година и још увек био малолетан социјалне службе су сматрале да су његови родитељи немарни и покушале су да Черикса подвргну конвенционалној хемотерапији и радиотерапији. Дана 16. августа 2006. године, судија Окружног суда Глен А. Тyлер саопштио је да су се обе стране сагласиле да родитељи нису поступили на начин који би био медицински немаран. Такође, речено је да ће Старчајлд бити лечен код одабраног онколога који је сертификован за радиотерапију и заинтересован за алтернативне методе лечења Хоџкинове болести.